# Kapanga
Kapanga est une localité chef-lieu du territoire éponyme de la province du Lualaba en république démocratique du Congo.

## Géographie
La localité est située à proximité des rives de la Lualaba et de la route nationale 39 à 613 km au nord-ouest du chef-lieu provincial Kolwezi.

## Histoire
La plus grande localité du territoire est aujourd’hui Musumba, comptant près de 100 000 habitants (en 2007)

## Administration
Chef-lieu territorial de 4 243 électeurs recensés en 2018, la localité a le statut de commune rurale de moins de 80 000 électeurs, elle compte 7 conseillers municipaux en 2019.

## Population
Le recensement date de 1984,.
| 1984 | 2004  | 2012  |
| ---- | ----- | ----- |
| -    | 1 941 | 2 287 |